# 18. SS-Freiwilligen-Panzergrenadier-Division Horst Wessel
18. SS-Freiwilligen-Panzergrenadier-Division Horst Wessel var en tysk pansargrenadjärdivision i Waffen-SS. Den bildades i januari 1944 och bestod i huvudsak av ungerska Volksdeutsche. Divisionen stred mot partisaner och sattes även in vid slovakiska upproret. Divisionen var uppkallad efter Horst Wessel.

## Befälhavare
- Brigadeführer Wilhelm Trabandt (25 januari 1944 – 3 januari 1945)
- Gruppenführer Josef Fitzthum (3 januari 1945 – 10 januari 1945)
- Standartenführer Georg Bochmann (10 januari 1945 – mars 1945)
- Standartenführer Heinrich Petersen (mars 1945 – 8 maj 1945)

### Webbkällor
- ”Waffen-SS Units: 18. SS-Freiwilligen-Panzergrenadier-Division Horst Wessel” (på engelska). Axis History Factbook. Arkiverad från originalet den 2 mars 2013. https://www.webcitation.org/6Eovy4YFO?url=http://www.axishistory.com/index.php?id=1936. Läst 2 mars 2013.